# Lloret de Vista Alegre
Lloret de Vista Alegre, también conocido como Llorito (oficialmente en catalán: Lloret de Vistalegre), es una localidad y municipio español de la comunidad autónoma de Islas Baleares. Se encuentra situado en el centro geográfico de la isla de Mallorca. Los municipios que lo limitan son: Montuiri, Sinéu, Sancellas, Costich, Algaida y San Juan. Su principal vía de acceso es la carretera vieja de Sineu. Su patrón es Santo Domingo y su patrona la Virgen de Loreto y la fiesta más popular, denominada Es Sequer y que se celebra el primer sábado de septiembre, gira en torno a diferentes usos gastronómicos de los higos, así como su conservación.
Mantiene una significativa actividad agrícola (cereales, higos, hortalizas) y ganadera (avícola, ovina y porcina), aunque se ha incorporado a la actividad turística a través de algunos establecimientos de agroturismo.

## Historia

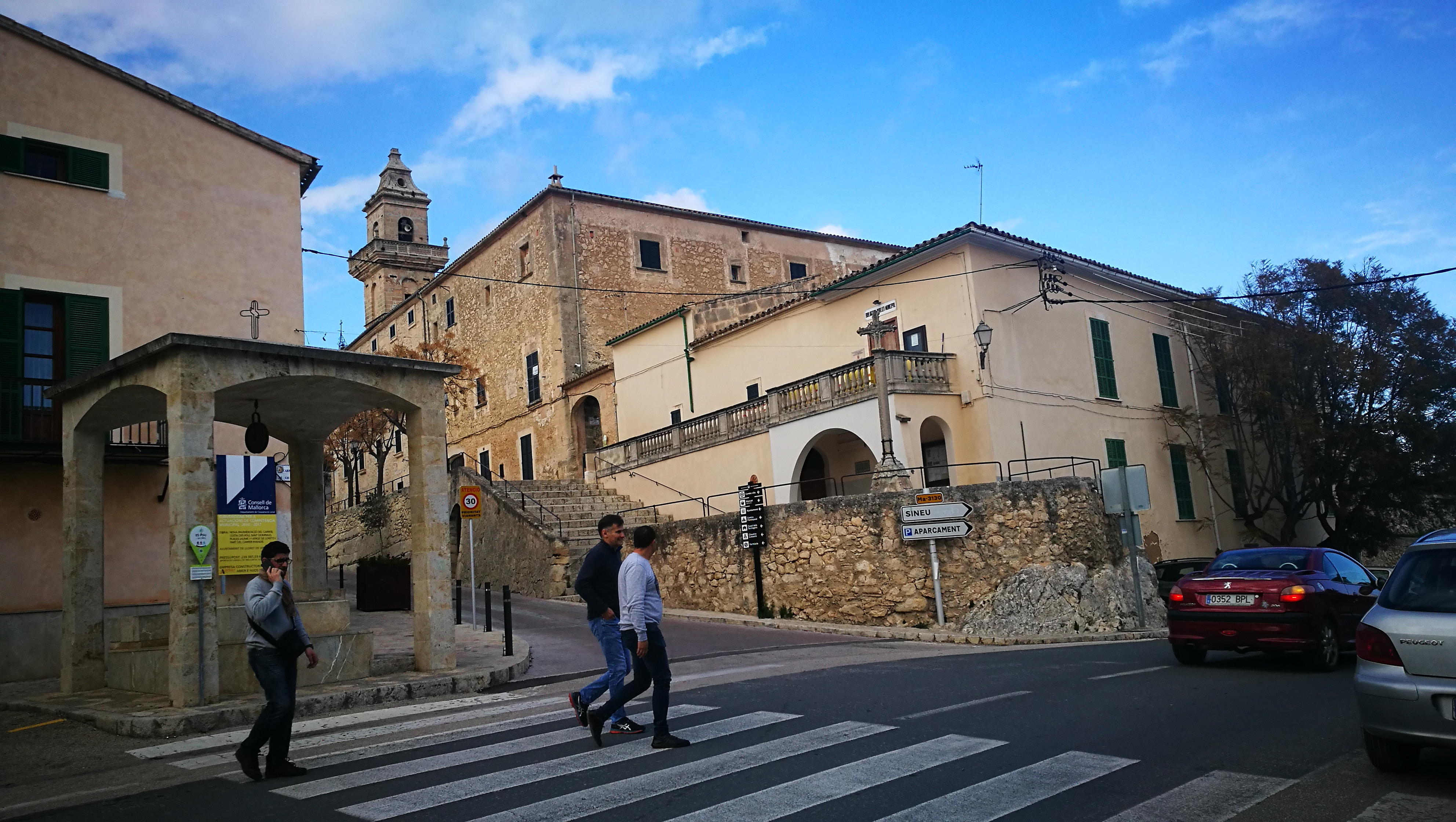
Centro histórico

Las diversas alquerías árabes que se encontraban en el área correspondiente al término municipal de Lloret fueron repartidas tras la conquista cristiana por el rey Jaime I entre sus colaboradores, aunque conservó los alodios. Una de estas alquerías y cobertizos era la de Benigalip, que correspondió a Ponç Olzet y a cinco caballeros de Manresa, que la rebautizaron con el nombre de su ciudad de origen. En el siglo XIV empezó a establecerse y a sobresalir entre las alquerías vecinas. En el siglo XVI constaba ya de veinte familias. El núcleo siguió aumentando con el establecimiento del convento de Nuestra Señora de Loreto y se substituyó el nombre de Manresa por el de Llorito. En el siglo XVIII la población era próxima a los quinientos habitantes, y ya dentro del siglo XX culminó un largo proceso de separación municipal de Sinéu, que había empezado el siglo anterior; fue el año 1924 y coincidió con el momento de máxima población hasta el momento de Llorito (1250 habitantes). Con la independencia de Sinéu, se sustituyó el topónimo de Llorito por el de Lloret de Vistalegre.

## Geografía
Algunos de los pueblos de la comarca a la que pertenece Lloret, Llano de Mallorca, se han disputado históricamente el honor o la denominación de estar situados el centro geográfico de la isla, entre los cuales se encuentra Lloret. Diversos estudios e informes confirman esta afirmación, designando el municipio como el centro de la isla. Su núcleo de población se dispone sobre una pequeña elevación.
La dedicación a la agricultura, el denominador común de la comarca del Llano de Mallorca, es todavía hoy la principal actividad del pueblo, pese a que experimente la misma recesión que en otros lugares. Es probable que los lloritanos de generaciones pasadas llevaran a cabo todas las tareas del campo, porque entre las personalidades destacadas de la villa figura Monserrat Fontanet, payés que vivió en el siglo XVIII y escribió la obra Arte de Conró, un tratado de consejos y técnicas de labrar la tierra que tuvo una gran aceptación. Este hombre de campo diseñó la canaleta de Masanella, construcción hidráulica en la sierra de Tramuntana, y tradicionalmente también se le ha atribuido la invención de la carretilla de batir, herramienta de piedra fundamental a la hora de batir los cereales.[cita requerida]
Los molinos y los pozos son las edificaciones más comunes del paisaje de Lloret y, fuera del casco urbano, sa Comuna es el espacio natural que, desde el siglo XIII, tienen los lloritanos para uso público. Esta zona de bosque y pinar fue declarada en 1927 monte de utilidad pública. Es el espacio donde se reúne la gente del pueblo para celebrar fiestas y romerías y que, en los últimos tiempos, conservan y protegen bien conscientes del alto valor paisajístico y natural que constituye en Lloret.
Con la intención de rendir homenaje a la gente del campo y al fruto más abundante de la tierra de Lloret, se celebra en este pueblo una fiesta peculiar: la fiesta de Es Sequer. Los higos y todo el conjunto de elementos etnológicos que rodean esta producción básica del pasado mallorquín son los protagonistas de una fiesta popular que tiene lugar en el primer sábado de septiembre.

## Demografía
Lloret de Vista Alegre cuenta con una población de 1619 habitantes (INE 2024).
| Gráfica de evolución demográfica de Lloret de Vista Alegre entre 1930 y 2021 |
| |
| Población de derecho según los censos de población del INE. Población de hecho según los censos de población del INE.En estos censos se denominaba Lloret de Vista Alegre: 1940, 1950, 1960, 1970, 1981 y 1991. Entre el censo de 1930 y el anterior, aparece este municipio porque se segrega del municipio Sineu. |

## Administración y política
El ayuntamiento de Lloret de Vistalegre cuenta con 9 concejales. Entre 1979 y 1983, la alcaldía de Lloret estuvo en manos de la Candidatura Independent Lloretana (CILL), ocupando la alcaldía Arnau Mateu Gelabert. Su partido, de ámbito local, fue la fuerza más votada del municipio desde las primeras elecciones municipales hasta su disolución en 1995 y Mateu presidió el consistorio, salvo en la legislatura 1983-1987 en la que CILL dio su apoyo al candidato de Alianza Popular (AP). Tras la desaparición de CILL, en los comicios posteriores sus votos se repartieron entre los diferentes grupos políticos del municipio, siendo el Partido Popular (PP) el más beneficiado. Su candidato, Juan Jaume, fue alcalde entre 1995 y 2007 y, tras tres años en la oposición, nuevamente primer edil desde 2010. Tras las elecciones municipales de 2007, un pacto entre Unió Mallorquina (UM) y la coalición PSOE-PSM arrebató la alcaldía al PP, pero las desavenencias del gobierno de concentración hicieron que Juan Jaume recuperara el bastón de mando. En las elecciones municipales de 2011 el Partido Popular (PP) obtuvo cinco concejales, por dos del Iniciativa Verds (IV), uno del Partido Socialista Obrero Español (PSOE) y otro de Convergència per les Illes (CxI). Juan Jaume Ramis, candidato popular, fue el que obtuvo más votos tras la constitución del ayuntamiento, resultando elegido por cuatro años más. En las elecciones del 24 de mayo de 2015, fue elegida la agrupación de electores ENDAVANT LLORET, encabezada por el actual alcalde Antoni Bennasar Pol.
| Periodo   | Nombre                                 | Partido         |
| --------- | -------------------------------------- | --------------- |
| 1979-1983 | Arnau Mateu Gelabert                   | CILL            |
| 1983-1987 | Miquel Coll Real                       | AP              |
| 1987-1991 | Arnau Mateu Gelabert                   | CILL            |
| 1991-1995 | Arnau Mateu Gelabert                   | CILL            |
| 1995-1999 | Juan Jaume Ramis                       | PP              |
| 1999-2003 | Juan Jaume Ramis                       | PP              |
| 2003-2007 | Juan Jaume Ramis                       | PP              |
| 2007-2011 | Arnau Mateu Gelabert Jaume Coll Oliver | UM PSOE         |
| 2011-2015 | Juan Jaume Ramis                       | PP              |
| 2015-2019 | Antoni Bennasar Pol                    | Endavant Lloret |
| 2019-2023 | Antoni Bennasar Pol                    | Endavant Lloret |

## Geografía

### Sa Comuna de Llorito
Es una garriga con pinar que ocupa 131 hectáreas del municipio de Lloret. La Comuna está situada a una altura media de 135 metros y sus grandes extensiones planas solo se ven interrumpidas por dos depresiones que se denominan Comellar del Ras y Comellar des Carnatge o de Sa Comuna. 
En el lugar conocido como el Aljibe hay una capilla dedicada a San Francisco, patrón de los ecologistas, y a la Virgen María de la Panada.
El origen de este espacio comunal es uno de los más antiguos de Mallorca, puesto que se remonta al siglo XII y más concretamente a la Alquería de Manresa (la garriga común de la alquería de Manresa). Esta garriga común era explotada por los habitantes de Llorito que engordaban pequeñas guardas de bueyes, mulas, cerdos, ovejas y pavos. En el año 1927 la Comuna fue inscrita como monte de Utilidad Pública, con el número 4 del catálogo.

### Vegetación
La vegetación actual a Sa Comuna es el fruto de una importante y continuada acción humana en este espacio. La comunidad más significativa es la garriga, resultado de la degradación del encinar, y que ahora se acompaña del omnipresente pino. Otros árboles que encontramos son los cipreses, acebuches y algarrobos, además de algún grupo de encinas. 
Las lianas también son representadas con el rotaboc (Rhamnus ludovici-salvatoris), la vidalba (Clematis vitalba), die Rotgeta (Rubia angustifolia), la aritja y el esbatzer. 
En un estrato inferior localizamos el matapoll (Daphne gnidium), la mata, el llampúdol, y la estepa llimonenca, la negra y la blanca. 
Finalmente, en el estrato más bajo se encuentran las hierbas como el fenazo, la cebolla marina, las orquídeas, las esparragueras y los cardos y setas.

### Fauna
En la Comuna están presentes numerosos insectos, algunos arácnidos como la araña, la tarántula o la molesta garrapata, y los reptiles, representados por la salamanquesa y la serpiente de agua. 
Otra clase bien representada son los mamíferos. Aquí son frecuentes el conejo, el erizo, la comadreja y el lirón careto, y raramente se pueden ver la liebre, la gineta y la marta. 
Pero el grupo más abundante en la Comuna son, sin duda, los pájaros. Entre estos destacan los que viven todo el año como son la abubilla, la curruca cabecinegra, el triguero, el pinzón, el verdecillo, el verderón, el jilguero y el gorrión, entre otras. Los pájaros migratorios que llegan a la Comuna: la alondra, el capsibot, la cap-xeregany, el ruiseñor, etc, mientras que con el frío los visitantes son el tordo zorzal, el estornino, el petirrojo, el ullet de bou y la aguzanieves. 
Otros pájaros que pueden ser vistos en Sa Comuna son el cernícalo, la lechuza y el búho, la perdiz, la tórtola y la paloma torcaz, la becada y el alcaraván común.

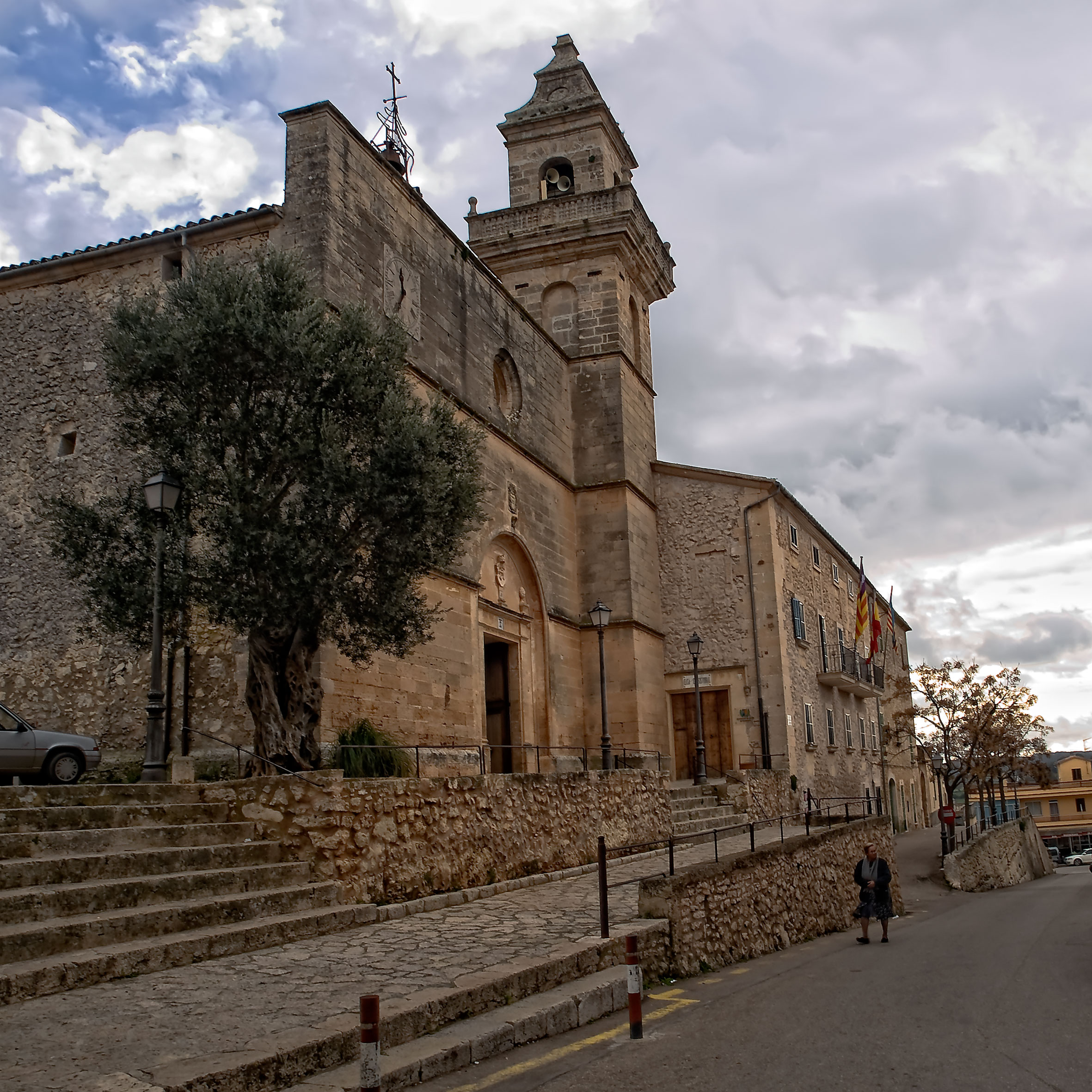
Iglesia de la Virgen de Loreto